# Reçak
Reçak (albanska: Reçak med böjningsformen Reçaku; serbiska: Рачак, Račak) är en by i Kosovo. Den ligger i kommunen Shtime. Enligt den senaste folkräkningen år 2011 fanns det 1 638 invånare.

## Demografi
| Demografi | 2011 |
| --------- | ---- |
| albaner   | 1629 |
| bosnier   | 1    |
| okänt     | 8    |